# Băhnășeni
Băhnășeni – wieś w Rumunii, w okręgu Bacău, w gminie Pârjol. W 2011 roku liczyła 796 mieszkańców.